# ژانگ شینگسن
ژانگ شینگسن (انگلیسی: Zhang Xiangsen؛ زادهٔ ۵ نوامبر ۱۹۷۲) وزنه‌بردار اهل چین بود.